# 80M巴士專門店

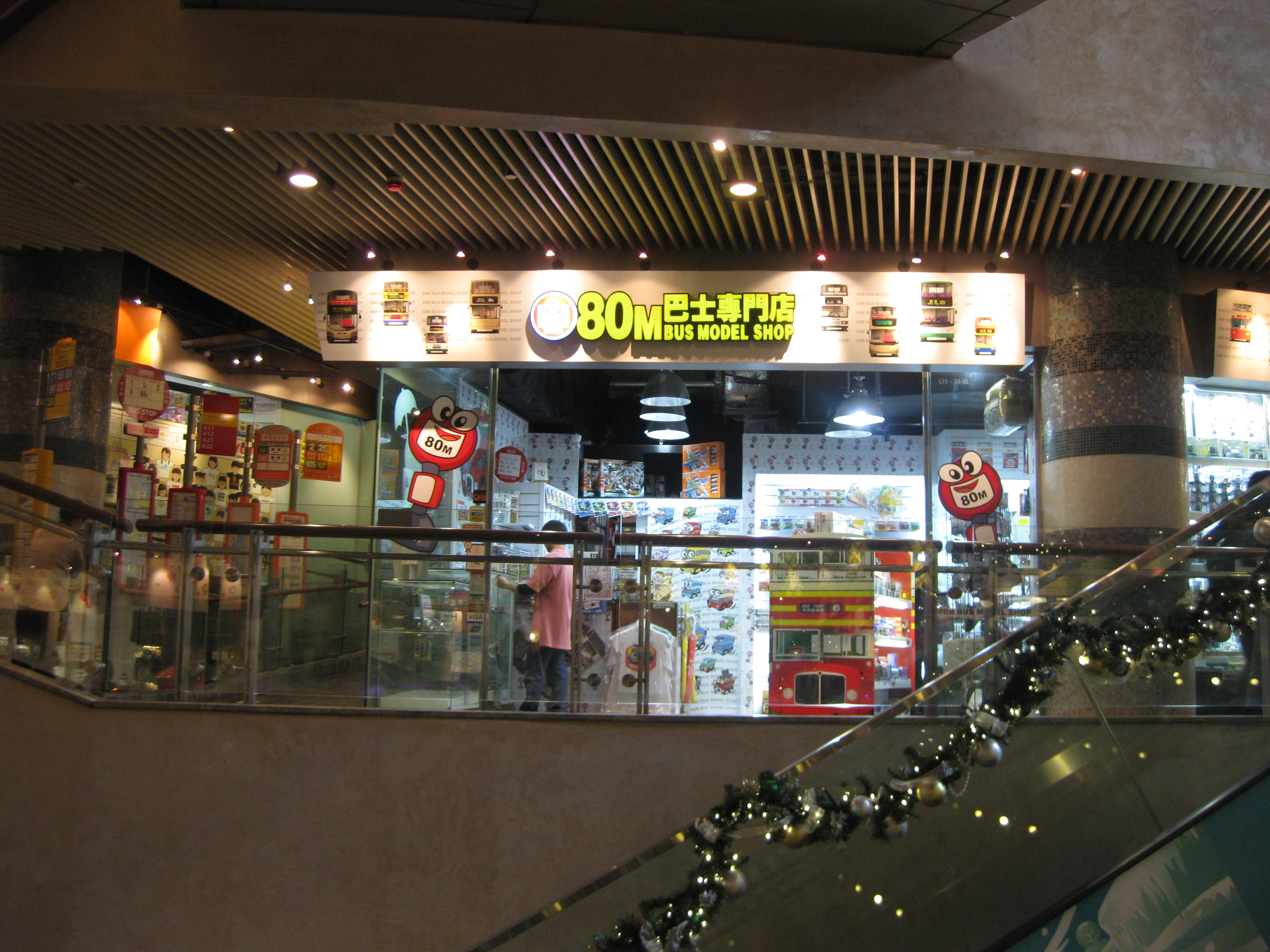
位於旺角朗豪坊的80M巴士專門店分店

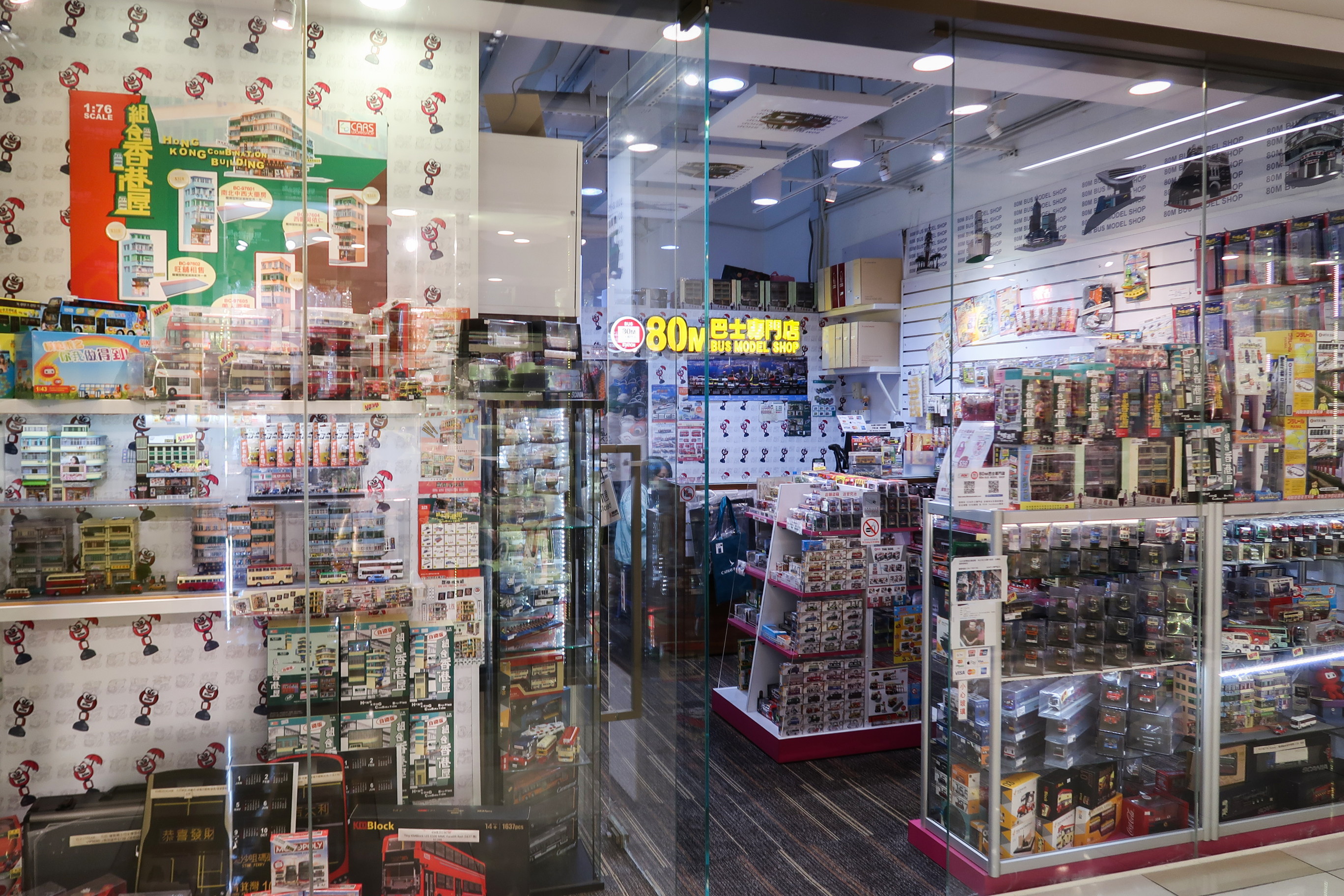
位於荃灣荃灣千色匯的80M巴士專門店分店

80M巴士專門店〈英文：80M Bus Model Shop〉是香港規模最大的一家交通模型相關產品零售商，亦是一家巴士迷次文化企業，80M巴士專門店生產、代理及售賣各式交通工具模型〈最主要為巴士，亦包括各類型的香港公共交通工具、香港警察車輛、消防車輛及救護車輛以至飛機等〉、發行巴士刊物、海報及舉行巴士模型展覽等各類型活動。80M巴士專門店除了代理，亦有販售各類型及年代的香港巴士模型、各類型及年代的香港飛機模型、道路網絡模型及車輛圖鑑等；此外，亦提供模型改變安裝服務。至2025年，80M巴士專門店有3家據點，包含旺角及荃灣等地區都有門市，辦事處則位於火炭坳背灣街61-63號盈力工業大廈3樓6-8室。

## 歷史
80M巴士專門店前身為藝軒，由香港人巴士迷郭炳華於1994年創辦，設店鋪於香港島上環西港城。當時香港的巴士公司未有生產香港巴士模型，是故只有售賣英國巴士模型及店主所創作的油畫
及後首家80M巴士專門店於九龍旺角聯合廣場開業，其後規模擴展至於香港其他地區開辦分店〈全盛時期有14家店鋪〉，及後更代理及分銷巴士模型的業務，並且冠名生產巴士模型。 
2006年，80M巴士專門店被香港電台訪問，在其電視節目《勝在營銷》中獲介紹。
2010年年終，80M巴士專門店與九龍巴士車身廣告商Roadshow合作，在九巴及龍運巴士旗下部份巴士的車身貼上由80M巴士專門店贊助的全車身廣告，並且製作成為模型。

## 店舖地址
- 旺角洗衣街179號地下A舖（旗艦店）
- 旺角朗豪坊11樓33、35-36號舖[3]
- 荃灣千色匯1樓1005號舖

## 已經結業分店
- 金鐘海富中心2期2樓57號舖
- 旺角聯合廣場M08號舖
- 尖東帝國中心
- 觀塘apm創紀之城5期5樓7號舖
- 屯門市廣場3251B號舖
- 沙田新城市廣場第1期UB層09號舖
- 馬鞍山新港城中心L2，2095號舖
- 馬鞍山廣場2107鋪
- 旺角始創中心3層302-304號舖（曾為旗艦店）
- 牛頭角淘大商場第1期2樓109號舖（於2012年5月18日開張）（2016年4月已關閉）
- 葵芳新都會廣場3樓342G號舖[4]
- 山頂凌霄閣地庫2層206號舖
- 尖沙咀天星碼頭KP-4號舖 （2021年3月已關閉）
- 上環西港城地下17-18號舖（首間店鋪，前身為「藝軒」）（2025年5月26日已關閉）

## 外部連結
- 80M巴士專門店*80M巴士專門店 Eshop（页面存档备份，存于）